# Witalij Mutko
Witalij Leontiewicz Mutko (ros. Виталий Леонтьевич Мутко; ur. 8 grudnia 1958 w stanicy Kurinskaja, rejon tuapsiński, Kraj Krasnodarski) – radziecki i rosyjski działacz państwowy, samorządowy i sportowy, polityk, wicepremier Rosji od 2018 roku. Od 2005 prezes Rosyjskiego Związku Piłki Nożnej. Od 12 maja 2008 minister sportu, turystyki i polityki młodzieżowej w rządzie Władimira Putina. W listopadzie 2009 złożył rezygnację z kierowania federacją piłkarską.